# XY gelöst
XY gelöst ist eine vom Zweiten Deutschen Fernsehen produzierte True-Crime-Fernsehsendung und ein Ableger der Reihe Aktenzeichen XY … ungelöst.

## Inhalt
Moderator Sven Voss rekonstruiert in der Sendung gemeinsam mit den damals zuständigen Ermittlern und Staatsanwälten, teilweise an den Originalschauplätzen, die Aufklärung der jeweiligen Fälle.

## Folgen und Einschaltquoten

### Staffel 1
| Datum             | Titel                      | Ermittler, Experten | Einschaltquoten    |
| ----------------- | -------------------------- | --- | ------------------ |
| 5. August 2022    | Tod der 8-jährigen Johanna | Thomas Hauburger (Staatsanwalt in Gießen), Agata Koch (Polizeipräsidium Mittelhessen), Angelika Schwetz (LKA Hessen)                 | 3,57 Mio. / 14,4 % |
| 12. August 2022   | Das verschwundene Ehepaar  | Volker Lange (Kriminaloberkommissar), Thomas Gissing (Polizei-Pressesprecher), Martin Schanz (Staatsanwalt), Sara Teufel (Richterin) | 3,90 Mio. / 18,0 % |
| 26. August 2022   | Der Fall Mirco S.          | Ingo Thiel (leitender Soko-Ermittler), Martin Rettenberger (Psychologe)                                                              | 3,68 Mio. / 15,6 % |
| 2. September 2022 | Tödliche Entführung        | Peter Egetemaier (Kripochef) | 3,24 Mio. / 13,8 % |

### Staffel 2
| Datum         | Titel             | Ermittler, Experten | Einschaltquoten    |
| ------------- | ----------------- | --- | ------------------ |
| 5. Juli 2023  | Toter ohne Namen  | Tochter des Mordopfers, Gerhard Hoppmann (Kripo Krefeld), Peter Gabriel (Rechtsmediziner), Boris Petersdorf (Staatsanwaltschaft Aachen)                                                                                | 4,09 Mio. / 17,8 % |
| 5. Juli 2023  | Tödliche Freiheit | Sabrina S. (Freundin des Mordopfers), Frank Gartmann (Kriminalhauptkommissar), Jan Ilhan Kizilhan (Psychologischer Sachverständiger), Nina Waldheim (Kriminalhauptkommissarin), Peter Halbach (Kriminalhauptkommissar) | 4,09 Mio. / 17,8 % |
| 12. Juli 2023 | Dunkles Geheimnis | | 4,21 Mio. / 19,3 % |
| 12. Juli 2023 | Tödliche Gier     | Frank Gartmann (Kriminalhauptkommissar) | 4,21 Mio. / 19,3 % |

### Staffel 3
| Datum                   | Titel                     | Ermittler, Experten | Einschaltquoten    |
| ----------------------- | ------------------------- | ------------------- | ------------------ |
| 22. Mai 2024, 20.15 Uhr | Doppelleben eines Mörders | Lydia Benecke       | 4,30 Mio. / 17,8 % |
| 22. Mai 2024, 21.00 Uhr | Tote ohne Gesicht         | Lydia Benecke       | 4,27 Mio. / 16,0 % |
| 29. Mai 2024, 20.15 Uhr | Der Zufallsmörder         | Lydia Benecke       | 3,78 Mio. / 14,1 % |
| 29. Mai 2024, 21.00 Uhr | Mörderische Freundschaft  | Lydia Benecke       | 4,13 Mio. / 14,4 % |